# Брусы (гмина)
Брусы (пол. Brusy) — городско-сельская гмина (волость) в Польше, входит как административная единица в Хойницкий повет, Поморское воеводство. Население — 13 021 человек (на 2004 год).

## Демография
| Перепись                       | Всего   | Всего | Женщины | Женщины | Мужчины | Мужчины |
| ------------------------------ | ------- | ----- | ------- | ------- | ------- | ------- |
| Единицы                        | человек | %     | человек | %       | человек | %       |
| Население                      | 13 021  | 100   | 6479    | 49,8    | 6542    | 50,2    |
| Плотность населения (чел./км²) | 32,5    | 32,5  | 16,2    | 16,2    | 16,3    | 16,3    |

## Соседние гмины
1. Гмина Хойнице
2. Гмина Черск
3. Гмина Дземяны
4. Гмина Карсин
5. Гмина Липница
6. Гмина Студзенице